# Paula Clegg
'Paula Clegg' est un cultivar de rosier obtenu en 1912 par le rosiériste allemand  Hermann Kiese. Il est issu d'un croisement 'Kaiserin Auguste Viktoria' (Peter Lambert, 1891) x Rosa foetida var. bicolor Willmott.

## Description
Cet hybride de thé forme un arbuste moyen au port érigé et aux grandes fleurs doubles rouge cramoisi (17-25  pétales) très parfumées. Sa floraison est remontante.
Il est très vigoureux et très résistant au froid puisque sa zone de rusticité est de 4b à 9b. 
On peut l'admirer à l'Europa-Rosarium de Sangerhausen, en Allemagne.